# Aciagrion
Aciagrion es un género de libélula de la familia Coenagrionidae.

## Especies
Este género contienen las siguientes especies:
| - Aciagrion africanum Martin, 1908 - Aciagrion approximans (Selys, 1876) - Aciagrion azureum Fraser, 1922 - Aciagrion balachowskyi Legrand, 1982 - Aciagrion borneense Ris, 1911 - Aciagrion brosseti Legrand, 1982 - Aciagrion congoense (Sjöstedt, 1917) - Aciagrion dondoense Dijkstra, 2007 - Aciagrion fasciculare Lieftinck, 1934 - Aciagrion feuerborni Schmidt, 1934 - Aciagrion fragilis (Tillyard, 1906) - Aciagrion gracile (Sjöstedt, 1909) - Aciagrion hamoni Fraser, 1955 - Aciagrion heterosticta Fraser, 1955 - Aciagrion hisopa (Selys, 1876) | - Aciagrion huaanensis Xu, 2005 - Aciagrion karamoja Pinhey, 1962 - Aciagrion macrootithenae Pinhey, 1972 - Aciagrion migratum (Selys, 1876) - Aciagrion nodosum (Pinhey, 1964) - Aciagrion occidentale Laidlaw, 1919 - Aciagrion olympicum Laidlaw, 1919 - Aciagrion pallidum Selys, 1891 - Aciagrion pinheyi Samways, 2001 - Aciagrion rarum (Longfield, 1947) - Aciagrion steeleae Kimmins, 1955 - Aciagrion tillyardi Laidlaw, 1919 - Aciagrion tonsillare Lieftinck, 1937 - Aciagrion walteri Carfi & D'Andrea, 1994 - Aciagrion zambiense Pinhey, 1972 |